# جائزة موناكو الكبرى 2008
جائزة موناكو الكبرى 2008 (بالإنجليزية: 2008 Monaco Grand Prix)‏ هو سباق فورمولا 1 أقيم بتاريخ 25 مايو، 2008 في حلبة موناكو. كان السادس من أصل 18 في بطولة العالم لسباقات الفورمولا واحد موسم 2008. حلّ البريطاني لويس هاملتون أولا بينما جاء البولندي روبرت كوبيتسا في المركز الثاني وحصل على المركز الثالث البرازيلي فيليبي ماسا.